# Чанчунь Ятай
«Чанчунь Ятай» (кит. 长春亚泰足球俱乐部) — футбольный клуб из города Чанчунь, Цзилинь,Китай. Проводит игры на 25-тысячном стадионе «Зоны Развития». По итогам розыгрыша первой лиги Китая сезона 2020 года команда заняла первое место и получила право со следующего сезона выступать в Суперлиге.

## История
Клуб основан 6 июня 1996 года, генеральным спонсором команды стала Цзилинь Ятай Груп (англ. Jilin Yatai Group), расположенная в Чанчуне, провинция Цзилинь. Команда не смогла получить повышение в классе самостоятельно, оставаясь в дивизионе И. Однако, в 2000 году клуб купил футбольную команды, игравшую дивизионом выше, «Баи Чаонэн» и смог занять её место. Новая команда финишировала 5-й и долгое время не проигрывала дома — серия прервалась лишь на следующий сезон, когда «Чанчунь Ятай» занял второе место в чемпионате. При всех достижениях, до 2006 года «Чанчунь» не мог попасть в Суперлигу. В 2007 году клуб сенсационно победил в чемпионате Китая и принял участие в Лиге чемпионов АФК 2008, заняв 2 место в групповом этапе.

## Достижения
Чемпион Китая (1):
- 2007

Результаты за все годы выступления
| Сезон    | 2006 | 2007 | 2008 | 2009 | 2010 | 2011 | 2012 | 2013 | 2014 | 2015 | 2016 | 2017 | 2018 |
| -------- | ---- | ---- | ---- | ---- | ---- | ---- | ---- | ---- | ---- | ---- | ---- | ---- | ---- |
| Дивизион | 1    | 1    | 1    | 1    | 1    | 1    | 1    | 1    | 1    | 1    | 1    | 1    | 1    |
| Место    | 4    | 1    | 6    | 2    | 9    | 7    | 6    | 14   | 12   | 8    | 12   | 7    | 15   |